# Castelletto Molina
Castelletto Molina – miejscowość i gmina we Włoszech, w regionie Piemont, w prowincji Asti.
Według danych na styczeń 2009 gminę zamieszkiwało 180 osób przy gęstości zaludnienia 60 os./1 km².